# Pachyarthra ochroplicella
Pachyarthra ochroplicella är en fjärilsart som beskrevs av Pierre Chrétien. Pachyarthra ochroplicella ingår i släktet Pachyarthra och familjen äkta malar. Inga underarter finns listade i Catalogue of Life.